# Ziemowit (imię)
Ziemowit – zniekształcona forma staropolskiego imienia Siemowit oznaczającego „głowę rodu”.
Ziemowit imieniny obchodzi 18 października.

## Znane osoby
- Ziemowit Barański – polski jachtowy kapitan żeglugi wielkiej
- Ziemowit Fedecki – polski slawista, tłumacz literatury rosyjskiej, białoruskiej i francuskiej
- Ziemowit Gawski – polski działacz społeczny, poseł na Sejm PRL X kadencji
- Ziemowit Grabowski – pułkownik kawalerii Wojska Polskiego
- Ziemowit Jasiński – inicjator wznowienia działalności Welecji
- Ziemowit Jacek Pietraś – politolog, prawnik, wykładowca Uniwersytetu w Lublinie
- Ziemowit Ryś – polski lekkoatleta
- Ziemowit Skibiński – polski poeta
- Ziemowit Szczerek – polski pisarz i dziennikarz związany z korporacją ha!art
- Ziemowit Szuman – artysta malarz

## Inne
- Ziemowit Kiepski (Ziomek) – postać fikcyjna z serialu Świat według Kiepskich.
- MS Kopalnia Ziemowit – dziś MS Kopalnia Borynia - statek, masowiec